# Залишайся голодним
Залишайся голодним (англ. Stay Hungry) — американський фільм 1976 року.

## Сюжет
Крупний синдикат вже давно хоче прибрати до рук цілий район. Для цього їм необхідно скупити всю нерухомість, що знаходиться в цій місцевості. Справу вже практично зроблено і їм залишилося викупити лише одну будівлю — невеликий гімнастичний зал «Олімпік». Саме тут тренується місцевий чемпіон із бодібілдінгу — Джо Санто. Спортсмен зайнятий підготовкою до майбутніх змагань і виступає проти продажу залу. Синдикат доручає цю справу молодому Крейгу Блейку. Щоб заволодіти цим будинком Крейг вирішує проникнути в ряди спортсменів, що тут тренуються.

## У ролях
- Джефф Бріджес — Крейг Блейк
- Саллі Філд — Мері Тейт Фарнсворт
- Арнольд Шварценеггер — Джо Санто
- Р.Г. Армстронг — Тор Еріксон
- Роберт Інглунд — Франклін
- Гелена Калліаніотес — Аніта
- Роджер Е. Мослі — Ньютон
- Вудро Парфрі — дядя Альберт
- Скетмен Крозерс — Вільям
- Кетлін Міллер — Дороті Стівенс
- Фенні Флеґґ — Емі
- Джоанна Кессіді — Зоя
- Річард Джілліленд — Гел
- Майф Наттер — Річард Пекман
- Ед Беглі молодший — Лестер
- Джон Девід Карсон — Галсі
- Джо Спінелл — Джабо
- Кліффорд А. Пеллоу — Волтер молодший
- Денніс Фімпл — Бубба
- Геррі Гудроу — Мо Цвік
- Барт Карпінеллі — Лаверна
- Боб Вестморленд — Фред Круп
- Бренді Вільд — Флауер